# Lijst van burgemeesters van Ter Aar
Dit is een lijst van burgemeesters van de voormalige Nederlandse gemeente Ter Aar in de provincie Zuid-Holland.
| Ambtsperiode | Naam burgemeester                 | Partij of stroming | Bijzonderheden      |
| ------------ | --------------------------------- | ------------------ | ------------------- |
| 1825 - 1840  | Caspar Gerard Born                |                    | 1765 - 19 juli 1840 |
| 1841 - 1882  | Adriaan Eliza van Dam             |                    |                     |
| 1882 - 1897  | Pieter van Schravendijk           |                    |                     |
| 1897 - 1935  | Jhr. K.W.L. de Muralt             |                    | 1869-1956           |
| 1935 - 1971  | Bernardus Johannes Hogenboom      |                    |                     |
| 1972 - 1976  | Mr. Hein van de Poel              | KVP                |                     |
| 1976 - 1992  | P.J. Verhoef                      | KVP / CDA          |                     |
| 1993 - 1997  | Willemien (W.Chr.) Vroegindeweij  | CDA                |                     |
| 1998 - 2000  | Louis (L.J.) Lyklema              | VVD                | waarnemend          |
| 2000 - 2004  | Arie (A.J.) Epskamp               | VVD                |                     |
| 2003 - 2004  | Ir. Loudi (L.E.) Stolker-Nanninga | PvdA               | waarnemend          |
| 2004 - 2007  | C. Sinke                          | CDA                | waarnemend          |